# Каминский, Вильгельм Фридрихович
Вильгельм Фридрихович (Василий Фёдорович) Каминский (1891—1962) — советский военный деятель, начальник Центрального аэродрома им. Фрунзе (на Ходынке). С его именем связано строительство и развитие аэропорта Внуково. Полковник.

## Биография
Родился 9 февраля (21 февраля по новому стилю) 1891 года в Риге. Латыш.
В 1916 году он окончил Гатчинскую школу авиамехаников, а в 1918 — Егорьевскую школу лётчиков.
Участник Гражданской войны. С 1918 года — старший авиамоторист и военный лётчик 37-го и 35-го авиаотрядов. В 1919 году окончил авиационную школу в Егорьевске. В 1920 году был красвоенлётом 35-го разведывательного авиаотряда 9-й армии Южного фронта. Воевал под Краснодаром, Новороссийском, Ростовом-на-Дону, Ейском, Балашовым.
Работал пилотом «Добролёта» в Средней Азии. Возглавлял отряд особого назначения, который принимал участие в военных операциях Советской власти против басмачей. С 1925 по 1918 году находился в правительственной командировке в Афганистане. После возвращения окончил курсы усовершенствования начсостава.
После 1930 года — заместитель начальника и начальник Казахстанского управления ГВФ, в начале 1930-х годов был переведён в Московское управление ГВФ и назначен командиром авиационной эскадрильи специального назначения, затем начальник авиационной линии Москва — Прага. Последняя должность — начальником Московского Центрального аэропорта, руководил им в годы Великой Отечественной войны.
В 1937—1938 годах являлся заказчиком работ по строительству аэропорта «Внуково», осуществлял общий контроль за ходом изыскательских работ и проектирования. Жена - Марья Львовна. Дочь - Наталья Васильевна Каминская
С декабря 1945 года полковник В. Ф. Каминский в запасе по болезни. Умер 2 октября 1962 года в Москве.

## Награды
- Орден Ленина (21.02.1945)
- Четыре ордена Красного Знамени (18.11.1920[4], 11.12.1925[5] 26.11.1929[6][7], 3.11.1944[8])
- орден Красной Звезды (2.09.1943) [9]
- Медали СССР
- Почётное оружие НКВД
- Почётный знак «Отличник Аэрофлота»